# سینوپیا
سینوپیا (همچنین sinoper, نامگذاری شده بر اساس شهر ترکیه ای سینوپ) یک رنگدانه طبیعی با رنگِ سرخ و قهوه ایِ تیره است. رنگِ قرمزِ آن از هماتیت می‌آید. در قرون وسطی سینوپیا در لاتین و ایتالیایی بمعنای گل اخگری بود. این واژه به شکلِ sinoper رنگ زمین قرمز به زبان انگلیسی راه یافت.

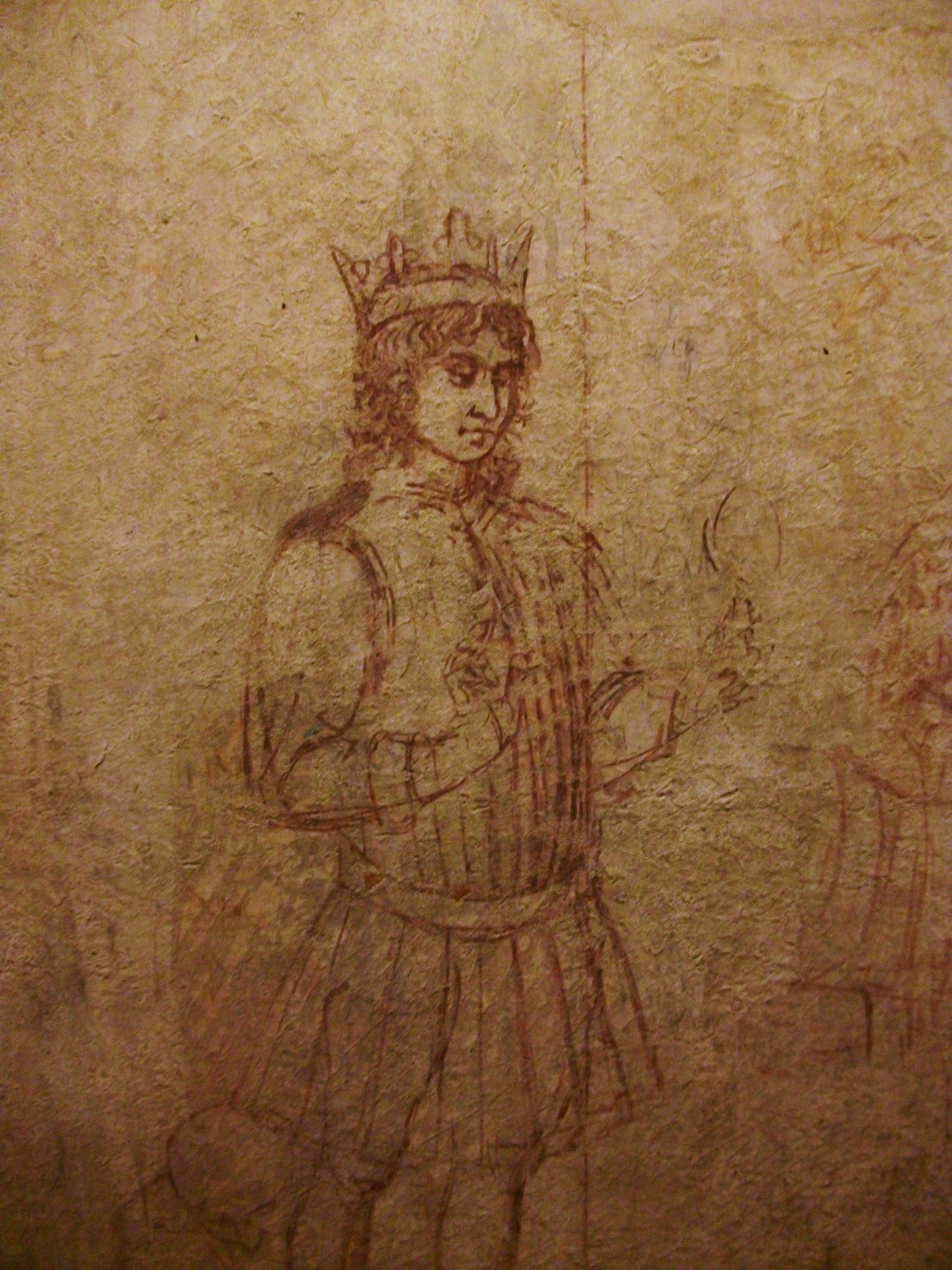
یک ملکه.
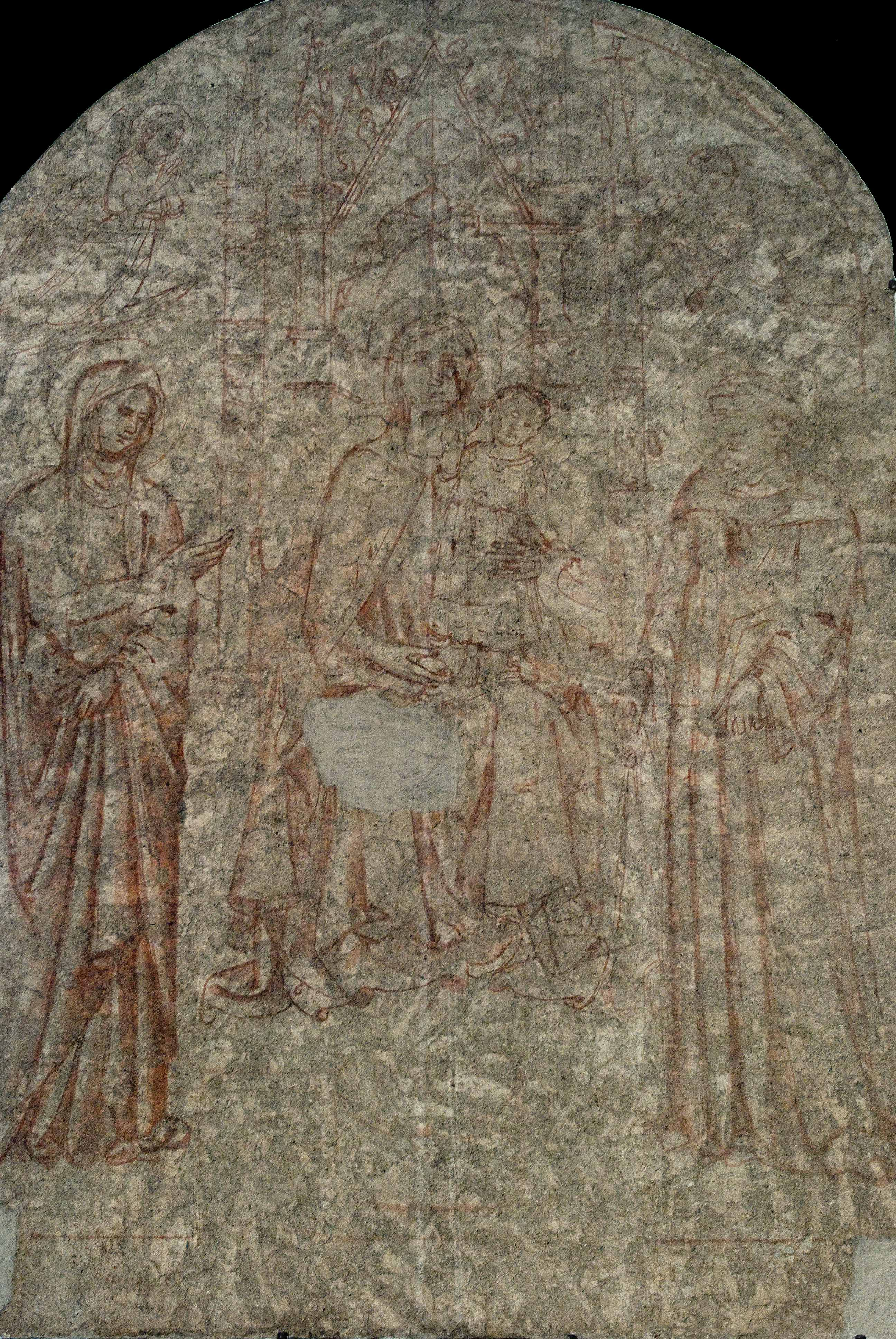
یک نقاشی از مدونا و کودک (مریم و مسیح).
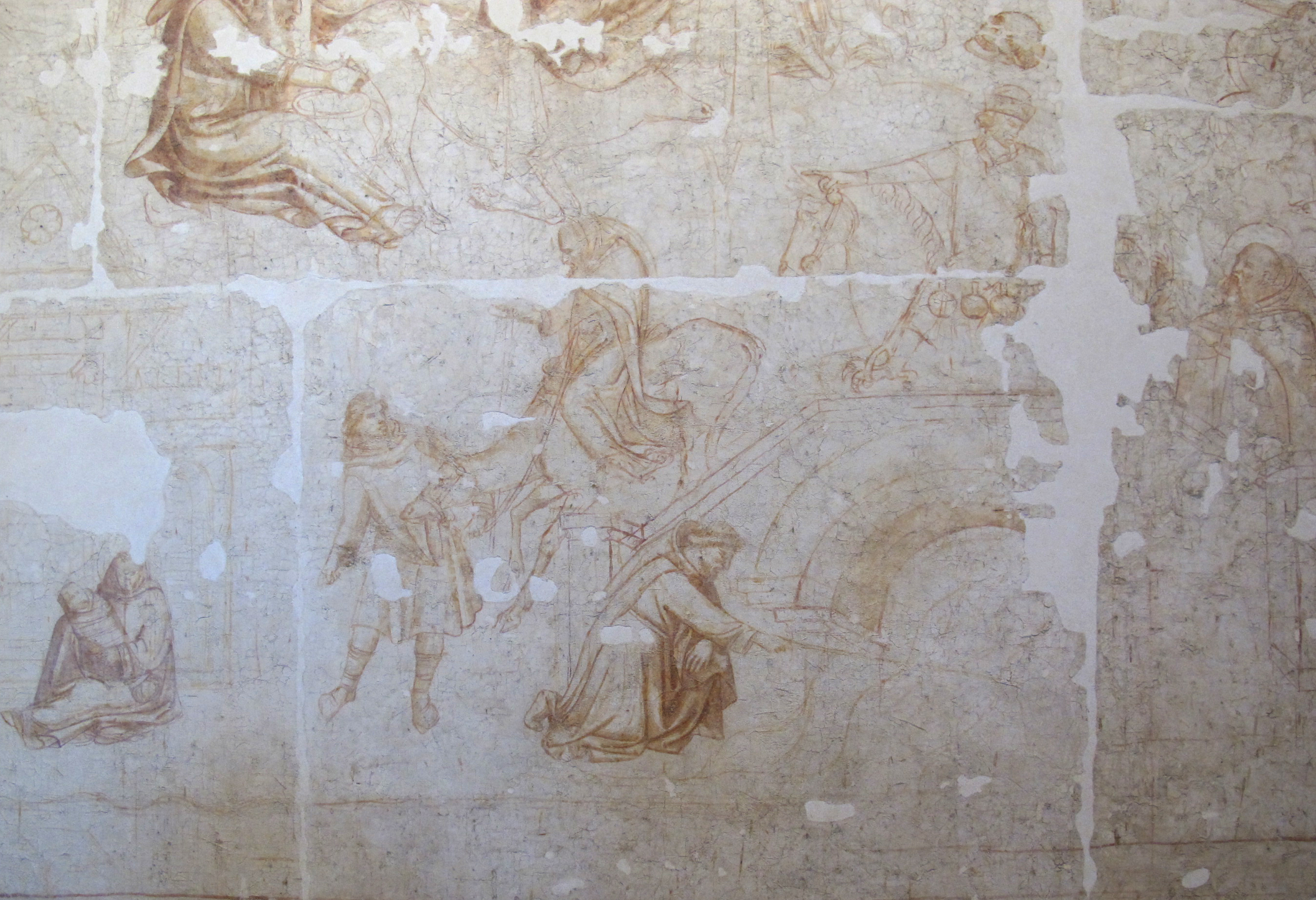
سینوپیا برای یک فرسکو (۱۲۹۰-۱۳۴۱), در موزه سینوپی در پیزا